# Schmid

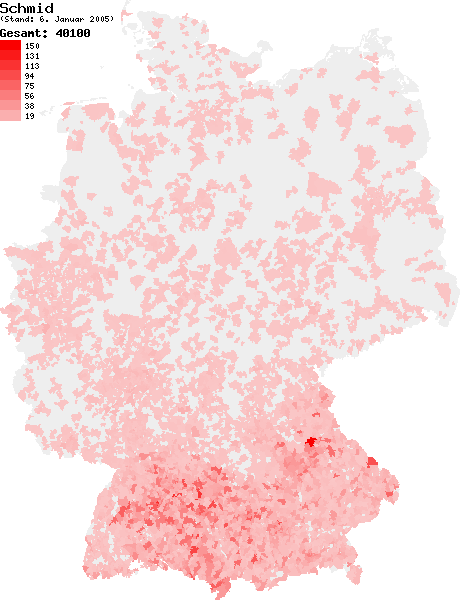
Verteilung des Namens Schmid in Deutschland

Schmid ist ein deutscher Familienname.

## Herkunft und Bedeutung
Der Name ist eine Variante des vom Beruf des Schmieds abgeleiteten Familiennamens. Zu Etymologie des Namens etc. siehe Schmidt.

## Häufigkeit
In der Schweiz ist Schmid mit 30'424 Vertretern der dritthäufigste Familienname in der Schweiz (Stand: 2022), im Kanton Graubünden ist es sogar der häufigste Familienname.

## Varianten
- Schmied, Schmidt, Schmitt, Schmit, Schmidl, Schmidle, Schmidel, Schmiedel, Schmiedl, Schmidli, Schmidlin und weitere.

## Namensträger

### A
- Achatius Ludwig Carl Schmid (1725–1784), deutscher Rechtswissenschaftler und Staatsbeamter von Sachsen-Weimar-Eisenach
- Achim Schmid (* 1975), amerikanischer Buchautor, Produzent, Marketing-Experte und ehemaliger deutscher Rechtsextremist
- Adalbert Ritter von Schmid (1804–1868), österreichischer Eisenbahn-Ingenieur
- Adolf Schmid (Mediziner) (1846–1908), deutscher Balneologe
- Adolf Schmid (Medailleur) (1867–nach 1931), deutscher Medailleur
- Adolf Schmid (Revolutionär) (1883–1954), deutscher Chemiker und Revolutionär
- Adolf Schmid (Politiker) (1905–1979), deutscher Politiker (NSDAP)
- Adolf Schmid (Künstler) (1906–1991), deutscher Bildhauer und Steinmetz
- Adolf Schmid von Schmidsfelden (1859–1917), österreichischer Industrieller
- Adolf Schmid-Tenzlinger (1896–??), deutscher Maler
- Adolf J. Schmid (1934–2011), deutscher Historiker und Pädagoge
- Aglaja Schmid (1926–2003), österreichische Schauspielerin
- Akira Schmid (* 2000), schweizerischer Eishockeytorwart
- Albert Schmid (Jurist) (1812–1891), deutscher Jurist
- Albert Schmid (Ingenieur, 1847) (1847–1915), schweizerischer Maschinenbauingenieur und Erfinder
- Albert Schmid (Ingenieur, 1853) (1853–1919), schweizerisch-amerikanischer Elektroingenieur
- Albert Schmid (Politiker, I), deutscher Gewerkschafter und Politiker, MdL Bayern
- Albert Schmid (Fussballspieler), schweizerischer Fußballspieler
- Albert Schmid (Physiker) (1929–1998), deutscher Physiker und Hochschullehrer
- Albert Schmid (Politiker, 1943) (1943–2014), deutscher Politiker (CSU)
- Albert Schmid (Politiker, 1945) (* 1945), deutscher Politiker (SPD)
- Albrecht Schmid (1923–2013), deutscher Tiermediziner, Toxikologe und Hochschullehrer
- Alexander Schmid (Fußballspieler) (* 1974), österreichischer Fußballspieler
- Alexander Schmid (Skirennläufer) (* 1994), deutscher Skirennläufer
- Alexandra Föderl-Schmid (* 1971), österreichische Journalistin, Chefredakteurin des Standard
- Alfons Schmid (1901–1979), deutscher Komponist und Organist
- Alfred Schmid (Politiker) (1838–1908), deutscher Politiker (NLP), MdL Baden
- Alfred Schmid (Chemiker) (1863–1926), schweizerischer Chemiker
- Alfred Schmid (Mediziner) (1884–1946), schweizerischer Chirurg, Urologe und Medizinhistoriker
- Alfred Schmid (Archivar) (1889–1965), schweizerischer Lehrer, Historiker und Archivar
- Alfred Schmid (1899–1968), schweizerischer Naturwissenschaftler, Erfinder, Philosoph und Persönlichkeit der Jugendbewegung
- Alfred A. Schmid (1920–2004), schweizerischer Kunsthistoriker
- Alice Schmid (* 1951), schweizerische Drehbuchautorin, Regisseurin, Filmemacherin und Schriftstellerin
- Alois Schmid (Politiker, I), deutscher Politiker, MdL Bayern
- Alois Schmid (Komponist) (1773–1842), deutscher Kirchenmusikkomponist
- Alois Schmid (1798–1865), österreichischer katholischer Theologe, Priester und Abgeordneter der Frankfurter Nationalversammlung, siehe Alois Schmidt
- Alois von Schmid (1825–1910), deutscher katholischer Theologe und Philosoph
- Alois Schmid (Politiker) (1854–1911), deutscher Politiker (Zentrum)
- Alois Schmid (GDVP), österreichischer Politiker (GDVP), Kärntner Landtagsabgeordneter
- Alois Schmid (Historiker) (* 1945), deutscher Historiker
- Ambrosi Schmid (1880–1947), schweizerischer Agraringenieur und Hochschullehrer für Tierzucht
- Andi Schmid (Architekt) (1959–2022), schweizerischer Architekt
- Andi Schmid (Skeletonpilot), ehemaliger österreichischer Skeletonfahrer
- Andi Schmid (Fotograf) (* 1972), deutscher Fotograf
- Andrea Christine Schmid (* 1968), deutsche Pädagogin
- Andreas Schmid (Komponist) (1765–1839), deutscher Komponist und Organist
- Andreas Schmid (Politiker, 1824) (1824–1901), Schweizer Fabrikant und Politiker
- Andreas Schmid (Theologe) (1840–1911), deutscher Priester und Theologe
- Andreas Schmid (Unternehmer) († 1960), deutscher Unternehmensgründer
- Andreas Schmid (Politiker, 1900) (1900–1985), deutscher Politiker (CSU)
- Andreas Schmid (Musiker, 1934) (* 1934), deutscher Organist
- Andreas Schmid (Künstler) (* 1955), deutscher Maler, Zeichner, Fotograf, Installationskünstler und Kurator
- Andreas Schmid, eigentlicher Name von Res Schmid (Musiker) (* 1955), Schweizer Ländlermusikant
- Andreas Schmid (Jurist) (* 1957), Schweizer Jurist und Wirtschaftsmanager
- Andreas Schmid, eigentlicher Name von Res Schmid (Politiker)  (* 1958), Schweizer Politiker (SVP)
- Andreas Schmid (Musiker, 1964) (* 1964), deutscher Organist, Carilloneur und Kirchenmusiker
- Andreas Schmid (Biologe) (* 1966), deutscher Biologe und Hochschullehrer
- Andreas Schmid (Moderator) (* 1972), österreichischer Fernsehmoderator
- Andreas Schmid (Schauspieler), deutscher Schauspieler
- Andreas Schmid (Ingenieur), deutscher Ingenieur und Hochschullehrer
- Andreas Schmid (Mediziner) (* 1973/1974), deutscher Arzt
- Andreas Schmid (Biotechnologe) (* 1977), deutscher Biotechnologe und Hochschullehrer
- Andreas Schmid (Produzent), Filmproduzent
- Andy Schmid (* 1983), schweizerischer Handballspieler und -trainer
- Angela Schmid (Schauspielerin) (* 1936), deutsche Schauspielerin
- Angela Schmid (Politikerin) (* 1943), deutsche Politikerin (CDU)
- Anja Schmid-Engbrodt (* 1968), deutsche Kunsthistorikerin
- Anka Schmid (Anna-Katharina Schmid; * 1961), Filmregisseurin, Drehbuchautorin und Videokünstlerin
- Anna Schmid (Ethnologin) (* 1960), deutsche Ethnologin
- Anna-Celina Schmid (* 1997), deutsche Fußballspielerin
- Anna Katharina Schmid (* 1989), schweizerische Stabhochspringerin
- Anthony Schmid (* 1999), österreichisch-französischer Fußballspieler
- Anton Schmid (Benediktiner) (1738–1803), deutscher Benediktiner
- Anton von Schmid (1765–1855), österreichischer Buchdrucker und Verleger
- Anton Franz Schmid (1787–1857), österreichischer Musikwissenschaftler
- Anton Schmid (Politiker, 1792) (1792–1880), Schweizer Politiker, Landammann Uri
- Anton Schmid (Entomologe) (1809–1899), deutscher Entomologe
- Anton Schmid (Politiker, 1819) (1819–1893), deutscher Landwirt und Politiker
- Anton Schmid (1827–1881), deutscher Politiker siehe Joseph Anton Schmid
- Anton Schmid (Bildhauer), deutscher Bildhauer
- Anton Schmid (Politiker, 1842) (1842–1908), deutscher Politiker (Zentrum), MdL Baden
- Anton Schmid (Jurist) (1858–1899), deutscher Verwaltungsjurist
- Anton Schmid (Politiker, 1878) (1878–1950), Schweizer Politiker, Regierungsrat von Thurgau
- Anton Schmid (Oberamtmann) (1886–1968), deutscher Verwaltungsbeamter
- Anton Schmid (Gerechter unter den Völkern) (1900–1942), österreichischer Geschäftsmann und Militär
- Anton Schmid (Bergsteiger) (1909–1932), deutscher Bergsteiger
- Anton Schmid von Grüneck (1906–1973), Chef der Eidgenössischen Münzstätte
- Anton Schmid-Zihlmann (1927–2005), Schweizer Lehrer und Heimatforscher
- Armin Schmid (1916–2000), schweizerischer Politiker
- Arnold Schmid (Chemiker) (1903–1930), österreichischer Chemiker
- Arnold Schmid-Mittelholzer (1852?–1938), Schweizer Architekt
- Arthur Schmid senior (1889–1958), Schweizer Politiker (SP)
- Arthur Schmid junior (1928–2023), Schweizer Politiker (SP)
- August Schmid (Verwaltungsjurist) (1869–1947), deutscher Verwaltungsjurist und Vertriebenenfunktionär
- August Schmid (Künstler) (1877–1955), Schweizer Maler, Zeichner und Bühnenbildner
- August Schmid-Burgk (1898–um 1971), deutscher Unternehmer
- August Schmid-Lindner (1870–1959), deutscher Pianist, Komponist und Hochschullehrer
- August Schmid-Schmidsfelden (1892–1978), österreichischer Industrieller und Kammerfunktionär

### B
- Babette Klinger-Schmid (1859–1930), deutsche Puppenspielerin
- Barbara Schmid-Federer (* 1965), schweizerische Politikerin (CVP)
- Bastian Schmid (1870–1944), deutscher Verhaltensforscher und Geologe
- Beat Schmid (Romanist) (* 1940), Schweizer Romanist und Aphoristiker
- Beat Schmid (Kommunikationswissenschaftler) (* 1943), Schweizer Kommunikationswissenschaftler und Hochschullehrer
- Beat Schmid (Pharmazeut) (* 1945), Schweizer Pharmazeut und Autor
- Benedikt Schmid (* 1990), deutscher Fußballspieler
- Benjamin Schmid (Geiger) (* 1968), österreichischer Geiger
- Benjamin Schmid (Tennisspieler) (* 1979), deutscher Tennisspieler
- Benjamin Schmid (Bobfahrer, 1986) (* 1986), deutscher Bobfahrer
- Benjamin Schmid (Bobfahrer, 1994) (* 1994), Schweizer Bobfahrer
- Bernd Schmid (Wirtschaftswissenschaftler) (* 1946), Psychologe, Transaktionsanalyse (TA)
- Bernd Schmid (Fußballspieler) (* 1955), deutscher Fußballspieler (Offenburger FV)
- Bernd Schmid-Ruhe (* 1971), deutscher Germanist, Medienwissenschaftler und Bibliothekar
- Bernhard Schmid (Organist, 1535) (1535–1592, der Ältere), Organist und Komponist in Straßburg
- Bernhard Schmid (Organist, 1567) (1567–1625, der Jüngere), Organist in Straßburg
- Bernhard Schmid (Baumeister) (1872–1947), deutscher Landeskonservator in Ost- und Westpreußen
- Bernhard Schmid (Bibliothekar) (1886–1961), Schweizer Historiker und Bibliothekar
- Bernhard Schmid (Trompeter) (* 1940), Schweizer Trompeter
- Bernhard Schmid (Kirchenmusiker) (* 1948), deutscher Kirchenmusiker und Hochschullehrer
- Bernhard Schmid (Leichtathlet), deutscher Leichtathlet
- Bernhard Schmid (Biologe) (* 1952), Schweizer Biologe
- Bernhard Schmid (Verleger) (* 1962), Geschäftsführer des Karl-May-Verlags, Bamberg-Radebeul
- Bernhard Schmid (Bildhauer) (* 1966), deutscher Holzbildhauer
- Bernhard Schmid (Fußballspieler) (* 1967), deutscher Fußballspieler
- Bernhard Schmid (Autor) (* 1971), deutscher Jurist und Autor
- Bernhard Schmid (Filmeditor) (* 1972), österreichischer Sounddesigner und Filmeditor
- Bernhard H. Schmid (* 1960), österreichischer Wasserbauingenieur und Hochschullehrer
- Bernward Schmid (1920–2010), österreichischer Kunstschmied und Laienbruder
- Berta Schmid (* 1951), deutsche Politikerin, Abgeordnete des Bayerischen Landtags (CSU)
- Birgit Schmid (* 1972), schweizerische Journalistin und Autorin
- Bruno Schmid (1944–2024), deutscher römisch-katholischer Theologe und Hochschullehrer
- Burkhard Schmid (* 1955), deutscher Hörspielregisseur

### C
- Carl Schmid (Maler) (1799–1885), deutscher Porträtmaler
- Carl Schmid (Ingenieur) (1894–1988), Schweizer Ingenieur
- Carl Schmid-Curtius (1884–1931), österreichischer Architekt und Naturwissenschaftler
- Carl Schmid-Monnard (1858–1903), deutscher Zoologe und Mediziner
- Carl August Schmid (1767–1822), deutscher Naturforscher und evangelischer Geistlicher
- Carl Christian Schmid (1886–1955), deutscher Verwaltungsjurist und Politiker (DVP)
- Carl Christian Erhard Schmid (1761–1812), deutscher Theologe und Philosoph
- Carl Friedrich Schmid (1790–1845), deutscher Gewerkenvorsteher und Hüttenmeister
- Carl Friedrich Schmid (Maler) (1799–1885), deutscher Maler
- Carlo Schmid (1896–1979), deutscher Politiker (SPD)
- Carlo Schmid (Pilot) (* 1990), schweizerischer Pilot
- Carlo Schmid-Sutter (* 1950), schweizerischer Politiker (CVP)
- Caspar Siegmund Schmid (1724–1802), kursächsischer Bergbeamter und Advokat
- Charlotte Schmid (Designerin) (1932–2018), Schweizer Designerin und Grafikdesignerin
- Charlotte Schmid (Politikerin) (* 1977), deutsche Politikerin (ÖDP)
- Christel Felizitas Schmid (1892–1970), deutsche Pfadfinderin und Ordensgründerin
- Christhard Schmid (* 1938), deutscher Physiker und Hochschullehrer
- Christian Schmid (Politiker, 1845) (1845–1927), deutscher Politiker (VP), MdL Württemberg
- Christian Schmid (Dialektologe) (* 1947), Schweizer Dialektologe, Schriftsteller und Rundfunkredaktor
- Christian Schmid (Soziologe) (* 1958), Schweizer Stadtforscher
- Christian Schmid (Musiker) (* 1977), deutscher Chorleiter und Kirchenmusiker
- Christian Schmid-Egger (* 1962), deutscher Agraringenieur und Journalist
- Christian Friedrich Schmid (1794–1852), deutscher Theologe und Hochschullehrer
- Christian Gottlieb Schmid (1792–1846), deutscher Lehrer und Politiker, MdL Württemberg
- Christian Heinrich Schmid (1746–1800), deutscher Rechtswissenschaftler, Literaturwissenschaftler und Rhetoriker
- Christian Wilhelm Friedrich Schmid (1739–1806), deutscher Bergbeamter und Chronist
- Christiane Schmid-Merkl (* 1983), deutsche Archäologin und Museumsleiterin
- Christina Schmid-Tschirren (* 1959), schweizerische Juristin, Rechtswissenschaftlerin und Hochschullehrerin
- Christine Schmid (* 1969), schweizerische Sängerin und Akkordeonistin
- Christoph Schmid (Bildhauer) (um 1480–um 1543), deutscher Bildhauer
- Christoph Schmid (Theologe) (1652–1717), deutscher evangelischer Theologe und Diakon
- Christoph von Schmid (1768–1854), deutscher katholischer Priester und Domherr
- Christoph Schmid (Physiker) (* 1937), Schweizer Physiker und Hochschullehrer
- Christoph Schmid (Pädagoge) (* 1956), Schweizer Pädagoge und Hochschullehrer
- Christoph Schmid (Manager) (* 1966), österreichischer Ingenieur und Manager
- Christoph Schmid (Politiker) (* 1976), deutscher Politiker (SPD), MdB
- Christoph Konrad Schmid (1669–1746), deutscher Jurist
- Christoph Ulrich Schmid (* 1967), deutscher Jurist und Hochschullehrer
- Chrysostomus Schmid OSB (1883–1962), deutscher Benediktinerabt
- Claudia Schmid (* 1960), deutsche Autorin
- Claudia Schmid (Juristin) (* 1953), deutsche Juristin; Landesdatenschutzbeauftragte und Chefin des Landesamtes für Verfassungsschutz für das Land Berlin
- Claudia Schmid (Filmregisseurin) (* 1956), deutsche Filmregisseurin und Drehbuchautorin
- Claudio Schmid (Politiker) (* 1971), Schweizer Politiker (SVP)
- Claudio Schmid (Unihockeyspieler) (* 2002), Schweizer Unihockeyspieler
- Clemens Schmid (* 1990), österreichischer Automobilrennfahrer
- Constantin Schmid (* 1999), deutscher Skispringer
- Cordelia Schmid (* 1967), deutsche Informatikerin

### D
- Daniel Schmid (Regisseur) (eigentlich Daniel Schmidt; 1941–2006), Schweizer Regisseur
- Daniel Schmid (Bobfahrer) (* 1976), Schweizer Bobfahrer
- Daniel Schmid (Fußballspieler) (* 1976), deutscher Fußballspieler
- Daniel Schmid (Politiker) (* 1979), österreichischer Politiker (SPÖ)
- David Alois Schmid (1791–1861), schweizerischer Maler, Zeichner und Graphiker
- Davina Schmid (* 1994), deutsche Schauspielerin
- Denise Schmid (* 1965), Schweizer Historikerin, Autorin und Verlegerin
- Deocar Schmid (1791–1828), deutscher Geistlicher und Missionar
- Detlef Schmid (1934–2018), deutscher Informatiker
- Dieter Otto Schmid (1925–2007), deutscher Tiermediziner
- Dilman Schmid, deutscher Glockengießer
- Dirk Schmid (* 1962), deutscher Theologe
- Dominik Schmid (Fußballspieler, 1989) (* 1989), deutscher Fußballspieler
- Dominik Schmid (Handballspieler) (* 1989), österreichischer Handballspieler
- Dominik Schmid (Fussballspieler, 1998) (* 1998), Schweizer Fußballspieler
- Dorothee Schmid (* 1976), deutsche Biochemikerin und Zellbiologin, siehe Dorothee Dormann

### E
- Eduard von Schmid (1842–1906), deutscher Oberst und Militärschriftsteller
- Eduard Schmid (Kaufmann) (1844–1927), Schweizer Schifffahrtsgesellschaftsdirektor und Mitgründer mehrerer Bahnen
- Eduard Schmid (Politiker) (1861–1933), deutscher Politiker (SPD)
- Eduard Schmid (1890–1966), deutscher Schriftsteller, siehe Kasimir Edschmid
- Eduard Schmid (Handballspieler) (1911–2000), Schweizer Feldhandballspieler
- Eduard Schmid (Mediziner) (1912–1992), deutscher Gesichts- und Kieferchirurg
- Egon Schmid (Intendant) (1897–1955), deutscher Theaterintendant
- Egon Schmid (Mundartdichter) (1927–2015), österreichischer Mundartdichter
- Egon Schmid (Unternehmer) (1943–2018), deutscher Unternehmer und Firmengründer
- Eleonora Schmid (* 1939), deutsche Diplomatin, Botschafterin der DDR
- Eleonore Schmid (1939–2001), schweizerische Illustratorin
- Elia Schmid (* 1996), schweizerischer Tischtennisspieler
- Elisabeth Schmid (Prähistorikerin) (1912–1994), deutsch-schweizerische Prähistorikerin und Geologin
- Elisabeth Schmid (Politikerin) (1923–2014), Schweizer Politikerin (CVP)
- Elisabeth Schmid (Literaturwissenschaftlerin) (* 1946), Schweizer Literaturwissenschaftlerin und Hochschullehrerin
- Elmar Schmid (* 1947), schweizerischer Klarinettist und Hornist
- Elmar D. Schmid (Elmar Dionys Schmid; * 1942), deutscher Kunsthistoriker und Museumsdirektor
- Emeran Schmid (1901 – nach 1942), deutscher Schutzhaftlagerführer im KZ Esterwegen
- Emil Schmid (Mediziner) (1871–1941), österreichischer Mediziner und Schriftsteller
- Emil Schmid (Oberamtmann) (1873–1938), württembergischer Oberamtmann
- Emil Schmid (Architekt, 1874) (1874–1938), Schweizer Architekt
- Emil Schmid (Maler, 1891) (1891–1978), Schweizer Maler
- Emil Schmid (Botaniker) (1891–1982), Schweizer Botaniker
- Emil Schmid (Richter) (1908–1992), Schweizer Bundesrichter
- Emil Schmid (Maler, 1912) (1912–1994), österreichischer Maler und Grafiker
- Emil Schmid (Unternehmer) (* 1940), deutscher Unternehmer und Firmengründer
- Emil Schmid-Binz (1877–1938), Schweizer reformierter Pfarrer und Fotograf
- Emil Schmid-Kerez (1843–1915), Schweizer Architekt
- Emil Schmid-Lohner (1873/1874–1943), Schweizer Lehrer, Archivar, Heimatforscher und Feuilletonist
- Emil Schmid-Vellard (1874–1964), Schweizer Wirtschaftsmanager
- Emil Adolf Schmid (1895–nach 1960), Schweizer Bankier
- Erdmann Schmid (1778–1845), deutscher Baumeister
- Erdmute Schmid-Christian (* 1943), deutsche Schauspielerin
- Erica Schmid-Früh (1925–2016), schweizerischer Goldschmiedin, Malerin und Bildhauerin
- Erich Schmid (Politiker, 1887) (1887–1930), deutscher Politiker, Bürgermeister von Ludwigsburg
- Erich Schmid (Physiker) (1896–1983), österreichischer Physiker
- Erich Schmid (Komponist) (1907–2000), Schweizer Dirigent und Komponist
- Erich Schmid (Künstler) (1908–1984), österreichischer Maler und Grafiker
- Erich Schmid (Chemiker) (1937–2023), österreichischer Chemiker
- Erich Schmid (Autor) (* 1947), Schweizer Journalist und Filmschaffender
- Erich Schmid (Politiker, 1953) (* 1953), deutscher Politiker (CSU)
- Erich Wilhelm Schmid (1931–2024), deutscher Physiker
- Erika Schmid (1918–2003), deutsche Widerständlerin gegen den Nationalsozialismus
- Erika Schmid-Petry (* 1943), deutsche Politikerin (FDP), Mitglied des Abgeordnetenhauses von Berlin
- Ernst Schmid (Komponist) (1835–1901), österreichischer Lehrer, Chorleiter und Komponist
- Ernst Schmid (Bankier) (1844–1939), deutscher Bankier
- Ernst Schmid (Manager) (1858–1949), deutscher Industriemanager
- Ernst Schmid (Geograph) (1888–1941), Schweizer Geograph
- Ernst Schmid (Verwaltungsbeamter) (1894–1956), deutscher Verwaltungsjurist und Ministerialbeamter
- Ernst Schmid (Politiker, 1899) (1899–1991), Schweizer Politiker (BGB)
- Ernst Schmid (Architekt) (1901–1974/1975), Schweizer Architekt
- Ernst Schmid (Politiker, 1908) (1908–1968), Schweizer Politiker (EVP)
- Ernst Schmid (Mediziner) (1908–nach 1983), deutscher Ophthalmologe und Verbandsfunktionär
- Ernst Schmid (Politiker, 1949) (* 1949), österreichischer Politiker (SPÖ)
- Ernst Schmid (Schriftsteller) (* 1958), österreichischer Schriftsteller und Dichter
- Ernst Erhard Schmid (1815–1885), deutscher Geologe und Paläontologe
- Ernst Fritz Schmid (1904–1960), deutscher Musikwissenschaftler
- Ernst Rudolph Wilhelm Schmid (1753–1795), deutscher Bergbeamter
- Erwin Schmid (* um 1971), österreichischer Ingenieur, Agrarökonom und Hochschullehrer
- Erwin Albert Schmid (1895–1962), deutscher Maler
- Esther Verena Schmid (* 1961), schweizerische Künstlerin
- Euchar Albrecht Schmid (1884–1951), deutscher Verleger
- Eugen Schmid (Waldsassen) (1688–1744), deutscher Geistlicher, Abt von Waldsassen
- Eugen Schmid (General) (1856–1941), deutscher Generalmajor
- Eugen Schmid (Architekt) (1893–1956), Schweizer Architekt
- Eugen Schmid (Maler) (Eugen Schmid-Korb; 1910–2009), deutscher Maler
- Eugen Schmid (Jurist) (* 1932), deutscher Jurist und Politiker, Oberbürgermeister von Tübingen
- Eugen Schmid-Epper (1889–1969), Schweizer Restaurator
- Eugen Julius Schmid (1890–1980), deutscher Grafiker, Illustrator, Textilentwerfer und Hochschullehrer
- Eva Verena Schmid (* vor 1986), deutsche Musikpädagogin und Hochschullehrerin
- Evelyne Schmid, Schweizer Juristin und Professorin für Völkerrecht und Menschenrechtschutz
- Ewald Schmid (* 1956), deutscher Fußballspieler und -trainer

### F
- Fanny Schmid (1861–1911), schweizerische Lehrerin und Aktive in der Frauenbewegung
- Felix Schmid (1900–1944), deutscher Tierarzt, Parasitologe und Hochschullehrer
- Ferdinand von Schmid, Pseudonym Dranmor (1823–1888), Schweizer Schriftsteller, siehe Ludwig Ferdinand Schmid
- Ferdinand Schmid (Manager) (1925–2013), deutscher Jurist, Manager der Augustiner-Brauerei, München
- Ferdinand Wilhelm Schmid (1829–1896), württembergischer Politiker
- Flavio Schmid (* 1980), schweizerischer Fußballspieler
- Florian Schmid (Ingenieur) (1908–nach 1971), deutscher Ingenieur, Baumeister und Energiewirtschaftsmanager
- Florian Schmid (* 1990), schweizerischer Badmintonspieler
- Florian Schmid (Fußballspieler) (* 2000), deutscher Fußballspieler
- Franz Schmid (Maler) (1796–1851), Schweizer Maler, Zeichner und Kupferstecher
- Franz von Schmid (1811–1884), österreichischer Drucker und Verleger
- Franz Schmid (Politiker, 1841) (1841–1923), Schweizer Politiker (KVP)
- Franz Schmid (Theologe) (1844–1922), österreichischer Theologe
- Franz de Schmid (auch François Xavier de Schmid; 1858–nach 1907), deutscher Gutsbesitzer, Fabrikbesitzer und Politiker, MdR
- Franz Schmid (Bibliothekar) (1868–1934), deutscher Bibliothekar
- Franz Schmid (Politiker, 1877) (1877–1953), österreichischer Politiker (NSDAP)
- Franz Schmid (Politiker, 1895) (1895–1937), deutscher Politiker (NSDAP)
- Franz Schmid (Musiker) (1895–1945), österreichischer Violoncellist und Komponist
- Franz Schmid (Bergsteiger) (1905–1992), deutscher Bergsteiger
- Franz Schmid (Diplomat) (* 1930), österreichischer Diplomat
- Franz Schmid (Politiker, 2000) (* 2000), deutscher Politiker (AfD)
- Franz Karl Schmid, Schweizer Richter, Tagsatzungsgesandter Solothurns
- Franz Kaspar von Schmid (1658–1721), deutscher Pfleger und Aufständischer
- Franz Seraphicus Schmid (1764–1843), römisch-katholischer Geistlicher und Autor
- Franz Vinzenz Schmid (1758–1799), Schweizer Chronist, Politiker und Rebellenführer
- Franz Xaver Schmid (Komponist) (1797–vor 1867), deutscher Kirchenmusiker und Komponist
- Franz Xaver Schmid (Pfarrer) (1800–1871), deutscher Pfarrer, Liturgiewissenschaftler und Politiker
- Franz Xaver Schmid (Philosoph) (Pseudonym Schmid-Schwarzenberg; 1819–1883), österreichisch-deutscher Theologe, Religionsphilosoph und Schriftsteller
- Franz Xaver Schmid, deutscher Unternehmer, Gründer von F.X. Schmid
- Franz Xaver Schmid (Pfarrer, 1937) (Franz X. Schmid; * 1937), deutscher katholischer Priester, Kunst- und Kirchenhistoriker
- Franz-Xaver Schmid (* 1945), österreichischer Objektkünstler, Fotograf und Filmemacher
- Franz Xaver Schmid (Biochemiker) (* 1950), deutscher Biochemiker und Hochschullehrer
- Franz Xaver Schmid-Breitenbach (1857–1927), deutscher Maler
- Fred Schmid (1899–1968), Schweizer Wissenschaftler und Schriftsteller, siehe Alfred Schmid
- Fred Schmid (Wirtschaftswissenschaftler), deutscher Wirtschaftswissenschaftler und Autor
- Frederik Schmid (* 1989), deutscher Schauspieler
- Frieda Schmid-Marti (1882–1956), schweizerische Schriftstellerin
- Friedrich Schmid (Pfarrer) (1807–1883), deutschamerikanischer Pfarrer und Missionar
- Friedrich Schmid (Politiker) (1812–1863), Schweizer Jurist und Politiker
- Friedrich Schmid (Astronom) (Johann Friedrich Schmid-Bösch; 1870–1963), Schweizer Astronom und Politiker
- Friedrich Schmid (Architekt) (1882–1963), Schweizer Architekt
- Friedrich Schmid (Unternehmer) (1943–2020), österreichischer Unternehmer
- Friedrich Schmid (Statistiker) (1947–2022), deutscher Statistiker und Hochschullehrer
- Friedrich Schmid (* 1972), österreichischer Sänger (Tenor), siehe Fritz Schmid
- Friedrich Schmid-Riegel (1888–vor 1958), deutscher Künstler
- Friedrich Schmid-Wallis (1925–2018), deutscher Paläontologe
- Friedrich Alfred Schmid Noerr (1877–1969), deutscher Schriftsteller
- Fritz Schmid (Maler) (1898–1979), schweizerischer Maler
- Fritz Schmid (Widerstandskämpfer) (1916–2018), deutscher Widerstandskämpfer gegen den Nationalsozialismus
- Fritz Schmid (Fotograf) (1923–2007), deutscher Fotograf
- Fritz Schmid (* 1972), österreichischer Musical-Sänger

### G
- Gabi Schmid, deutsche Kanutin, siehe Gabi Loose
- Gabi Schmid (Autorin) (* 1965), deutsche Autorin und Grafikdesignerin
- Gabi Schmid (Freestyle-Skierin) (* 1969), Schweizer Freestyle-Skierin
- Gabriele Schmid (* 1964), deutsche Künstlerin und Hochschullehrerin
- Gallus Schmid (1902–1977), österreichischer Politiker (ÖVP) und Stickereifabrikant
- Georg Schmid (Sänger) (1833–1889), deutscher Opernsänger (Bass)
- Georg Schmid (Archivar) (1844–1885), deutscher Archivar, Bibliothekar und Heimatforscher
- Georg Schmid (Geistlicher) (1856–1933), österreichisch-italienischer Pfarrer und Historiker
- Georg Schmid (Tiermediziner) (1899–1958), Schweizer Tiermediziner, Bakteriologe und Hochschullehrer
- Georg Schmid (Landrat) (1907–1975), Landrat im Landkreis Dillingen an der Donau, Oberbürgermeister der Stadt Dillingen an der Donau
- Georg Schmid (Musiker) (1907–1984), deutscher Bratschist
- Georg Schmid (Grafiker) (1928–1998), österreichischer Maler, Grafiker und Bühnenbildner
- Georg Schmid (Architekt) (* 1933), Schweizer Architekt
- Georg Schmid (Religionswissenschaftler) (* 1940), Schweizer Pfarrer und Religionswissenschaftler
- Georg Schmid (Politiker) (* 1953), deutscher Politiker (CSU)
- Georg Schmid von Grüneck (1851–1932), Schweizer Geistlicher, Bischof von Chur
- Georg Erich Schmid (* 1944), österreichischer Historiker und Schriftsteller
- Georg Otto Schmid (* 1966), Schweizer Theologe und Religionswissenschaftler
- Georg Victor Schmid (1811–1877), deutscher Jurist und Geheimer Finanzsekretär
- Gerald Schmid (* 1966), österreichischer Politiker (SPÖ)
- Gerhard Schmid (1924–2004), deutscher Orgelbauer, Gründer von Orgelbau Schmid
- Gerhard Schmid (Archivar) (1928–2013), deutscher Archivar
- Gerhard Schmid (Politiker) (* 1946), deutscher Politiker (SPD)
- Gerhard Schmid (Politiker, 1948) (* 1948), österreichischer Politiker (FPÖ, FPS)
- Gerhard Schmid (Unternehmer) (* 1952), deutscher Unternehmer
- Gerhard Schmid (Politiker, 1960) (* 1960), österreichischer Politiker (SPÖ)
- Gerhard Schmid (Kanute) (* 1977), österreichischer Wildwasserkanute
- Gerhard Schmid-Ott (* 1956), deutscher Psychosomatiker und Hochschullehrer
- Gerhard Janssen Schmid (1770–1845), deutscher Orgelbauer
- Gilbert Schmid (* 1949), deutscher Theologe
- Gisela Schmid-Schönbein (* 1937), deutsche Anglistin und Hochschullehrerin für Didaktik des Englischunterrichts
- Gottfried Schmid (1922–2005), deutscher Verwaltungsjurist
- Gotthilf Schmid (1895–1971), deutscher Fabrikant
- Gotthold Otto Schmid (1905–1958), schweizerischer Lehrer, Verleger und Mundartschriftsteller
- Gottlieb Schmid (Politiker, 1868) (1868–1937), deutscher Politiker, Mitglied des Württembergischen Landtags
- Gottlieb Schmid (Politiker, 1871) (1871–1964), deutscher Politiker, Bürgermeister von Aichach
- Greti Schmid (* 1954), österreichische Politikerin (ÖVP), Vorarlberger Landesrätin
- Günter Schmid (Unternehmer) (1932–2005), deutscher Unternehmer und Rennstallbesitzer in der Formel 1
- Günter Schmid (Chemiker) (1937–2022), deutscher Chemiker
- Günther Schmid (Botaniker) (1888–1949), deutscher Botaniker und Goetheforscher
- Günther Schmid (Wirtschaftswissenschaftler) (* 1942), deutscher Wirtschaftswissenschaftler
- Gunzelin Schmid Noerr (* 1947), deutscher Philosoph und Hochschullehrer
- Gustav Schmid (Schauspieler), Schweizer Schauspieler und Drehbuchautor
- Gustav Schmid (Mediziner) (1888–1950), Schweizer Arzt und Heimatschützer
- Gustav Schmid-Goertz (1889–1965), deutscher Maler

### H
- Hannah Schmid-Petri (* 1980), deutsche Medienwissenschaftlerin
- Hannes Schmid (Fotograf) (* 1946), Schweizer Fotokünstler
- Hannes Paul Schmid (* 1980), italienischer Skirennläufer aus Südtirol
- Hannes Schmid (Schauspieler) (* 1990), deutsch-österreichischer Schauspieler
- Hanns Schmid (Geologe) (* 1937), österreichischer Geologe, Museumspädagoge und Ministerialbeamter
- Hanns Schmid (Grafiker) (* 1958), Schweizer Grafiker, Fotograf, Verleger und Filmemacher
- Hans Schmid (Täufer) († 1531), deutscher Täufer, siehe Uttenreuther Träumer
- Hans Schmid (Pilot) (1879–1911), Schweizer Pilot
- Hans Schmid (Politiker, 1889) (1889–1979), österreichischer Politiker (ÖVP), Bürgermeister von Graz
- Hans Schmid (Musiker) (1893–1987), österreichischer Komponist und Dirigent
- Hans Schmid (Eishockeyspieler) (1898–nach 1928), deutscher Eishockeyspieler
- Hans Schmid (Fußballspieler, I), deutscher Fußballspieler
- Hans Schmid (Fußballspieler, II), deutscher Fußballspieler
- Hans Schmid (Bildhauer) (1903–2002), Schweizer Bildhauer und Maler
- Hans Schmid (Maler, 1906) (1906–1967), Schweizer Maler und Grafiker
- Hans Schmid (Skisportler, I), Schweizer Skispringer und Nordischer Kombinierer
- Hans Schmid (Politiker, II), deutscher Politiker (LDP), MdL Sachsen-Anhalt
- Hans Schmid (Fußballspieler, III), deutscher Fußballspieler
- Hans Schmid (Chemiker, 1917) (1917–1976), Schweizer Chemiker
- Hans Schmid (Chemiker, 1919) (1919–1973), Schweizer Chemiker
- Hans Schmid (Geodät) (1920–2010), österreichischer Geodät und Hochschullehrer
- Hans Schmid (Psychotherapeut) (1922–2000), deutscher Psychoanalytiker und Psychotherapeut
- Hans Schmid (Maler, 1924) (1924–2008), Schweizer Maler, Plastiker und Grafiker
- Hans Schmid (Autor) (Pseudonym Haschmi; 1925–2008), deutscher Autor und Verleger
- Hans Schmid (Chemiker, 1931) (1931–2015), Schweizer Physikochemiker und Kristallograph
- Hans Schmid (Maler, 1934) (* 1934), Schweizer Maler und Zeichner
- Hans Schmid (Volkswirt) (1935–2010), Schweizer Wirtschaftswissenschaftler und Politiker (SP)
- Hans Schmid (Pater) (* 1939), österreichischer Missionar
- Hans Schmid (Unternehmer) (* 1940), österreichischer Unternehmer und Verleger
- Hans Schmid (Skispringer, 1948) (* 1948), Schweizer Skispringer
- Hans Schmid (Filmwissenschaftler), deutscher Filmwissenschaftler und Autor
- Hans Schmid (Eishockeyspieler, 1955) (* 1955), Schweizer Eishockeyspieler
- Hans Schmid (Politiker, 1963) (* 1963), Schweizer Politiker (SVP)
- Hans Schmid-Egger (1905–1994), deutscher Lehrer, Vertriebenenfunktionär (Ackermann-Gemeinde) und Publizist
- Hans Schmid-Guisan (1881–1932), Schweizer Psychiater
- Hans Schmid-Kayser (1874–1964), Musiker, Komponist und Herausgeber
- Hans Schmid-Volkart (1862–1932), Schweizer Chemiker
- Hans Bernhard Schmid (* 1970), Schweizer Philosoph
- Hans-Christian Schmid (* 1965), deutscher Filmregisseur und Drehbuchautor
- Hans-Dieter Schmid (* 1941), deutscher Historiker und Hochschullehrer
- Hans Georg Schmid (1948–2007), Schweizer Pilot
- Hans Heinrich Schmid (1937–2014), Schweizer Theologe
- Hans-Heinrich Schmid (1954–2018), deutscher Sachbuchautor
- Hans Hermann Schmid (1884–1963), deutscher Gynäkologe
- Hans Jakob Schmid (1856–1924), Schweizer Lithograph
- Hans Joachim Schmid, eigentlicher Name von Hans Clarin (1929–2005), deutscher Schauspieler und Synchronsprecher
- Hans-Joachim Schmid (* 1967), deutscher Ingenieur und Hochschullehrer
- Hans-Jörg Schmid (* 1963), deutscher Anglist und Hochschullehrer
- Hansjörg Schmid (* 1972), deutscher Theologe
- Hans-Rainer Schmid (* 1940), deutscher Heimatforscher
- Hans Robert Schmid (* 1945), deutscher Unternehmer
- Hans Rudolf Schmid (Historiker) (1902–1992), Schweizer Historiker, Journalist und Publizist
- Hans Rudolf Schmid (Tiermediziner) (1923–1984), Schweizer Veterinärmediziner
- Hansruedi Schmid (1928–2012), Schweizer Politiker
- Hans Sebastian Schmid (1862–um 1926), deutscher Maler und Bildhauer
- Hans Ulrich Schmid (* 1952), deutscher Sprachhistoriker
- Hansl Schmid (1897–1987), österreichischer Wienerliedinterpret
- Harald Schmid (Aphoristiker) (1946–2020), deutscher Aphoristiker
- Harald Schmid (Leichtathlet) (* 1957), deutscher Leichtathlet
- Harald Schmid (Politikwissenschaftler) (* 1964), deutscher Politikwissenschaftler
- Harald E. Schmid (1901–1970), Schweizer Psychiater und Neurologe
- Hartmann Schmid (1878–1951), deutsch-österreichischer Ordensgeistlicher und Kirchenmusiker
- Hartmut Schmid (* 1956), deutscher Pfarrer, Professor für Altes Testament
- Hedda von Schmid (Hedda von Riesemann; 1864–1921), deutsche Schriftstellerin
- Heidi Schmid (* 1938), deutsche Fechterin
- Heiko Schmid (* 1959), deutscher Politiker (FW) und hauptamtlicher Landrat des Landkreises Biberach
- Heiko Schmid (Geograph) (1971–2013), deutscher Geograph
- Henri Schmid (1924–2009), schweizerischer Maler, Zeichner, Grafiker und Fotograf
- Heinrich Schmid (Landvogt) (vor 1425–nach 1497), eidgenössischer Ammann und Landvogt
- Heinrich Schmid (Theologe) (1611–1653), deutscher Theologe und Hochschullehrer
- Heinrich Schmid (Philosoph) (Johann Heinrich Theodor Schmid; 1799–1836), deutscher Theologe und Philosoph
- Heinrich IV. Schmid (1801–1874), Abt der Benediktinerabtei Einsiedeln
- Heinrich Schmid (Unternehmer) (1806–1883), Schweizer Unternehmer
- Heinrich Schmid (Kirchenhistoriker) (Heinrich Friedrich Ferdinand Schmid; 1811–1885), deutscher Theologe und Kirchenhistoriker
- Heinrich Schmid (Politiker, 1855) (1855–1928), österreichischer Ingenieur und Politiker (CS)
- Heinrich Schmid (Architekt) (1885–1949), österreichischer Architekt
- Heinrich Schmid (Diplomat) (1888–1968), österreichischer Diplomat
- Heinrich Schmid (Ingenieur, 1916) (1916–1985), österreichischer Ingenieur
- Heinrich Schmid (Sprachwissenschaftler) (1921–1999), Schweizer Sprachwissenschaftler
- Heinrich Schmid (Politiker, 1967) (* 1967), Schweizer Politiker (SVP), Mitglied des Glarner Landrates
- Heinrich Alfred Schmid (1863–1951), Schweizer Kunsthistoriker
- Heinrich Daniel Schmid (1805–1873), österreichischer Industrieller
- Heinrich Felix Schmid (1896–1963), deutsch-österreichischer Slawist
- Heinrich Kaspar Schmid (1874–1953), deutscher Komponist
- Heinz Schmid (Heimatforscher) (* 1931/1932), deutscher Vermessungstechniker und Heimatforscher (Flur-/Grenzsteine)
- Heinz Schmid (Fahrsporttrainer) (1943–2023), österreichischer Fahrsporttrainer und -richter
- Heinz Schmid-Lossberg (1905–nach 1977), deutscher Geschäftsmann und Wirtschaftsfunktionär
- Heinz Dieter Schmid (1921–2009), deutscher Geschichtsdidaktiker
- Helga Schmid (Staatssekretärin) (1948–2022), deutsche Staatssekretärin
- Helga Schmid (Diplomatin) (* 1960), deutsche Diplomatin
- Helgi Schmid (* 1986), deutscher Film- und Theaterschauspieler
- Hellmut Schmid (Unternehmer) (1911–nach 1973), deutscher Unternehmer und Firmengründer
- Hellmut Heinrich Schmid (1914–1998), schweizerischer Geodät und Hochschulprofessor
- Helmut Schmid, Pseudonym von Hermann Römpp (1901–1964), deutscher Chemiker
- Helmut Schmid (Schauspieler) (1925–1992), deutscher Schauspieler und Regisseur
- Helmut Schmid (Typograf) (1942–2018), österreichischer Typograf und Gestalter
- Helmut Schmid (Maler) (* 1949), deutscher Maler
- Helmuth Schmid, deutscher Mykologe
- Herbert Schmid (Architekt, 1927) (* 1927), österreichischer Architekt
- Herbert Schmid (Architekt, 1960) (* 1960), Schweizer Architekt
- Herbert Schmid-Eickhoff (* 1953), deutscher Unternehmer
- Heribert Schmid (* 1941), ehemaliger schweizerischer Skispringer
- Herman Schmid (1939–2021), schwedischer Soziologe, Friedensforscher und Politiker
- Hermann von Schmid (1815–1880), deutscher Schriftsteller, Dramatiker und Theaterdirektor
- Hermann Schmid (Maler) (1870–1945), österreichischer Maler
- Hermann Schmid (Politiker) (1872–1915), Gärtnereibesitzer und Mitglied des Deutschen Reichstags
- Hermann Schmid (Unternehmer) (1904–1992), deutscher Versicherungsunternehmer und Stiftungsgründer
- Hermann Schmid (Schauspieler) (1939–2022), österreichischer Schauspieler und Regisseur
- Hermann Schmid (Rennfahrer), Schweizer Motorradrennfahrer
- Hermann Schmid-Berikoven (1904–?), deutscher Sänger (Tenor)
- Hermann Ludwig Schmid (1908–1956), deutscher Mathematiker
- Herta Schmid (* 1942), deutsche Slawistin
- Hilda Jesser-Schmid (1894–1985), österreichische Malerin, Grafikerin, Textilkünstlerin und Hochschullehrerin
- Hildegard Simmen-Schmid (1933–1989), schweizerische Politikerin (CVP)
- Holger Schmid-Schönbein (1937–2017), deutscher Physiologe und Hochschullehrer
- Horst Schmid (* 1933), deutsch-kanadischer Politiker
- Horst Schmid-Schickhardt (1937–2016), deutscher Bankkaufmann und Schickhardt-Forscher
- Hubert Schmid (Maler) (1923–2010), österreichischer Maler, Grafiker und Holzschneider
- Hubert Schmid (Sänger), deutscher Opernsänger (Tenor)

### I
- Ignaz Dominicus Cyriakus Schmid (1707–1775), deutscher Historiker
- Ina Maria Schmid (* 1957), österreichische Unternehmerin
- Ingrid Schmid-Barkow (* 1953), deutsche Sprachwissenschaftlerin, Sprachdidaktikerin und Hochschullehrerin
- Ira Stamm-Schmid (* 1936), schweizerische Fernsehmoderatorin und Politikerin
- Irmgard Schmid (* 1945), deutsche Politikerin (SPD)
- Irmtraut Schmid (* 1930), deutsche Historikerin und Archivarin
- Isabella Schmid (Schauspielerin) (* 1970), Schweizer Schauspielerin
- Isabella Schmid (Fußballspielerin) (* 1993), deutsche Fußballspielerin
- Isabelle Schmid (* 1964), schweizerische Politikerin (Grüne)
- Isolde Schmid-Reiter, österreichische Theaterwissenschaftlerin
- Iwan Schmid (1947–2009), schweizerischer Radrennfahrer

### J
- Jacob Schmid (Mediziner) (1653–1705), deutscher Mediziner
- Jacob Schmid (Theologe) (1689–1740), österreichisch-deutscher Theologe, Erzieher und Schriftsteller
- Jacob Schmid (Radsportler) (* 1994), australischer Radsportler
- Jacob Friedrich Schmid (1777–1824), deutscher Bankier
- Jacob Friedrich Benedict Schmid (1807–1853), deutscher Bankier
- Jacques Schmid (1882–1960), schweizerischer sozialdemokratischer Politiker
- Jakob Schmid (Musiker) (1795–1871), böhmisch-österreichischer Lehrer und Kirchenmusiker
- Jakob Schmid (Maler, 1832) (1832–nach 1871), deutscher Maler
- Jakob Schmid (Politiker, 1858) (1858–1921), deutscher Politiker, MdL Württemberg
- Jakob Schmid (Chemiker) (1862–1918), Schweizer Chemiker und Manager
- Jakob Schmid (Politiker, 1886) (1886–1957), deutscher Politiker (SPD) und Gewerkschafter
- Jakob Schmid (Pedell) (1886–1964), deutscher Pedell und SA-Mitglied
- Jakob Schmid (Maler, 1918) (1918–??), Schweizer Maler und Zeichner
- Jakob Schmid (Rennrodler), österreichischer Rennrodler
- Jakob Schmid-Roost (1867–1928), Schweizer Fabrikant
- Jakob Robert Schmid (1909–1977), Schweizer Erziehungswissenschaftler und Hochschullehrer
- Jan Schmid (* 1983), norwegisch-schweizerischer Nordischer Kombinierer
- Jean-Pierre Schmid, eigentlicher Name von Lermite (1920–1977), schweizerischer Maler
- Jeannette Schmid (* 1958), deutsche Psychologin und Hochschullehrerin
- Jennifer Mulinde-Schmid (* 1982), schweizerische Schauspielerin, Sängerin und Tänzerin
- Joachim Schmid (* 1955), deutscher Künstler
- Jochen Schmid (* 1963), deutscher Motorradrennfahrer
- Johann Schmid (1594–1658), deutscher Theologe und Hochschullehrer, siehe Johann Schmidt (Theologe, 1594)
- Johann Schmid (Theologe) (1649–1731), deutscher Rhetoriker und Theologe
- Johann Schmid (Politiker) (1850–1931), Schweizer Politiker (FDP)
- Johann Schmid, eigentlicher Name von Hartmann Schmid (1878–1951), deutsch-österreichischer Ordensgeistlicher und Kirchenmusiker
- Johann Schmid (Fußballspieler), österreichischer Fußballspieler
- Johann Schmid, eigentlicher Name von Hansl Schmid (1897–1987), österreichischer Sänger
- Johann Andreas Schmid (1652–1726), deutscher Theologe und Kirchenhistoriker, siehe Johann Andreas Schmidt
- Johann Andreas Schmid (Fechtmeister) († 1749), deutscher Fechtmeister
- Johann Carl Ludwig Schmid (1780–1849), deutscher Architekt
- Johann Christian Schmid (1715–1788), deutscher Bergbeamter
- Johann Christoph von Schmid (1756–1827), deutscher Theologe und Dialektologe
- Johann Claussen Schmid (1811–1881), deutscher Orgelbauer
- Johann Evangelist Schmid (1758–1804), deutscher Orgelbauer
- Johann Friedrich Schmid (Theologe) (1729–1811), deutscher Theologe
- Johann Friedrich Schmid (Politiker) (1795–1841), deutscher Jurist und Politiker
- Johann Friedrich Schmid (Mediziner) (1850–1916), Schweizer Mediziner
- Johann Friedrich Schmid-Bösch (1870–1962), Schweizer Landwirt und Astronom, siehe Friedrich Schmid (Astronom)
- Johann Gerhard Schmid (1770–1845), deutscher Orgelbauer, siehe Gerhard Janssen Schmid
- Johann Jakob Schmid (1671–1743), deutscher Pfarrer
- Johann Martin Schmid (1847–1923), deutscher Orgelbauer
- Johann Michael Schmid († 1792), deutscher Komponist und Kapellmeister
- Johann Rudolf Schmid von Schwarzenhorn (1590–1667), schweizerisch-österreichischer Künstler und Diplomat
- Johann Wilhelm Schmid (1744–1798), deutscher Theologe
- Johanna Elisabeth Schmid (* 1967), deutsche römisch-katholische Theologin und Hochschullehrerin für Kirchengeschichte
- Johannes Schmid (Politiker, 1758) (1758–1822), Schweizer Landeshauptmann und Landammann aus dem Kanton Appenzell Ausserrhoden
- Johannes Schmid (Apotheker) (1842–1923), deutscher Apotheker
- Johannes Schmid (Politiker, 1846) (später Johannes Schmid-Burgk; 1846–1911), deutscher Beamter und Politiker
- Johannes Schmid (Musiker) (1852–nach 1913), deutscher Bratschist
- Johannes Schmid (Regisseur) (* 1973), deutscher Regisseur, Drehbuchautor und Produzent
- Johannes Schmid-Burgk (* 1937), deutscher Astrophysiker
- Johannes Schmid-Kunz (* 1964), Schweizer Musiker und Kulturmanager
- Johannes Schmid von Grüneck, Schweizer Glockengießer
- Johannes Schmid von Steinheim, Bibliothekar des Klosters St. Gallen
- Johannes Ferdinand Schmid (1850–1912), deutscher Jurist und Politiker
- Jonas Schmid (* 1992), deutscher Telemarker
- Jonathan Schmid (Politiker) (1888–1945), deutscher Politiker (NSDAP)
- Jonathan Schmid (Fußballspieler) (* 1990), französischer Fußballspieler
- Jonathan Schmid-Burgk (* 1986), deutscher Mediziner (Immunologe)
- Jörg Schmid von Leubas (um 1480–1526), Bauernführer
- Jörg Schmid (* 1959), schweizerischer Rechtswissenschaftler
- Jörg Schmid (Jurist) (* 1960), schweizerischer Rechtswissenschaftler und Hochschullehrer
- Josef Schmid (Glasfabrikant, 1780) (1780–1835), böhmisch-österreichischer Glasfabrikant
- Josef Schmid (Glasfabrikant, 1802) (1802–1866), böhmisch-österreichischer Glasfabrikant
- Josef Schmid (Politiker, I), deutscher Gastwirt und Politiker, MdL Hohenzollernsche Lande
- Josef Schmid (Bildhauer) (1842–1914), österreichischer Innenarchitekt und Bildhauer
- Josef Schmid (Organist) (1868–1945), deutscher Organist, Chorleiter und Komponist
- Josef Schmid (Tiermediziner) (Josef Schmid-Braunfels; 1871–1911), österreichischer Tiermediziner und Schriftsteller
- Josef Schmid (Politiker, 1888) (1888–1979), deutscher Politiker (CDU), MdL Württemberg-Hohenzollern
- Josef Schmid (Komponist) (1890–1969), US-amerikanischer Komponist
- Josef Schmid (Theologe) (1893–1975), deutscher Theologe und Hochschullehrer
- Josef Schmid (Geograph) (1898–1978), deutscher Geograph
- Josef Schmid (General) (1901–1956), deutscher General
- Josef Schmid (Staatsarchivar) (1904–1981), Schweizer Historiker und Staatsarchivar
- Josef Schmid (Mathematiker) (1925–2013), österreichischer Mathematiker
- Josef Schmid (Soziologe) (1937–2018), österreichischer Soziologe
- Josef Schmid (Leichtathlet) (* 1953), deutscher Leichtathlet
- Josef Schmid (Politikwissenschaftler) (* 1956), deutscher Politikwissenschaftler und Politikberater
- Josef Schmid (Historiker) (* 1962), deutscher Historiker
- Josef Schmid (Politiker, 1969) (* 1969), deutscher Politiker (CSU)
- Josef Hug-Schmid (1879–1962), Schweizer Zwiebackfabrikant und Unternehmensgründer
- Josef Stocker-Schmid (1912/1913–1970), Schweizer Verleger
- Josef A. Schmid (* 1951), deutscher Automobilmanager
- Josef Anton Schmid-Fichtelberg (1877–1964), deutscher Maler
- Josef Eduard Schmid (1836–1910), böhmisch-österreichischer Glasindustrieller
- Josef Johannes Schmid (* 1966), deutscher Historiker
- Josef Leonhard Schmid (1822–1912), deutscher Puppenspieler
- Josef Leonz Schmid senior (1810–1880), Schweizer Unternehmer und Politiker
- Josef Leonz Schmid junior (1854–1913), Schweizer Jurist und Politiker
- Josef Werner Schmid (1943–2015), deutscher Unternehmensgründer
- Josefa Schmid (* 1974), deutsche Verwaltungsjuristin und Kommunalpolitikerin, siehe Josefa von Hohenzollern
- Joseph Schmid (Bildhauer) (1500–1555), deutscher Bildhauer
- Joseph Schmid (Komponist) (um 1770–1828), österreichischer Komponist, Musiker und Musikpädagoge
- Joseph Schmid (Schreiner), deutscher Schreiner und Altarbauer
- Joseph Schmid (Politiker) (1862–1937), deutscher Politiker (Zentrum), MdL Württemberg
- Joseph Schmid (Dirigent), Dirigent und Musikpädagoge
- Joseph Schmid (Ringer), Schweizer Ringer
- Joseph Anton Schmid (1827–1881), deutscher Geistlicher und Politiker (Zentrum), MdR
- Julia Schmid (* 1988), österreichische Kanutin
- Julian Schmid (Politiker) (* 1989), österreichischer Politiker (Die Grünen)
- Julian Schmid  (Nordischer Kombinierer) (* 1999), deutscher Nordischer Kombinierer
- Julius Schmid (Manager) (1845–1905), Schweizer Pfarrer und Eisenbahnmanager
- Julius Schmid (Maler, 1854) (1854–1935), österreichischer Maler und Zeichner
- Julius Schmid (Unternehmer) (ursprünglich Julius Schmidt; 1865–1955), deutschamerikanischer Unternehmer
- Julius Schmid (Maler, 1871) (1871–1926), deutscher Maler
- Julius Schmid (Maler, 1901) (1901–1965), deutscher Maler
- Jürgen Schmid (Ingenieur) (1944–2013), deutscher Ingenieur und Hochschullehrer
- Jürgen Schmid (Fußballspieler) (* 1982), deutscher Fußballspieler und -trainer
- Jürgen F. Schmid (* 1956), deutscher Schauspieler
- Jürgen R. Schmid (* 1956), deutscher Industriedesigner

### K
- Karl Schmid (Abt) (1795–1867), Schweizer Geistlicher
- Karl Schmid (Sänger) (1825–1873), österreichischer Opernsänger (Bassbariton)
- Karl von Schmid (Politiker, 1827) (1827–1889), Schweizer Politiker und Richter
- Karl Schmid (Buchhändler) (1827–1909), deutscher Buchhändler, Verlagsleiter in der Schweiz
- Karl Schmid (Philologe, 1830) (auch Karl Friedrich Schmid; 1830–1892), österreichischer Altphilologe, Lehrer und Autor
- Karl von Schmid (Politiker, 1832) (1832–1893), deutscher Politiker (DP)
- Karl Schmid (Komponist) (1836–1900), österreichischer Beamter und Komponist
- Karl Schmid (Militärintendant) (1840–1900), österreichischer Militärintendant und Heimatforscher
- Karl Schmid (Politiker, 1878) (1878–1942), österreichischer Politiker (SDAP), Wiener Landtagsabgeordneter
- Karl Schmid (Politiker, 1883) (1883–1958), deutscher Politiker (BVP, CSU), MdL Bayern
- Karl Schmid (Politiker, 1886) (1886–1950), österreichischer Lehrer und Politiker
- Karl Schmid (Architekt, 1892) (1892–1959), Schweizer Architekt
- Karl Schmid sen. (1894–1964), deutscher Architekt
- Karl Schmid (Philologe, 1907) (1907–1974), Schweizer Germanist und Hochschullehrer
- Karl Schmid (Ruderer) (1910–1998), Schweizer Handballspieler und Ruderer
- Karl Schmid (Künstler, 1914) (1914–1998), Schweizer Maler, Grafiker und Bildhauer
- Karl Schmid (Mediävist) (1923–1993), deutscher Mediävist
- Karl Schmid jun. (1925–2015), deutscher Architekt
- Karl Schmid (Künstler, 1944) (* 1944), deutscher Bildhauer
- Karl Schmid-Bloss (1883–1956), deutscher Sänger und Regisseur
- Karl Schmid-Hunziker (1867–1957), Schweizer Germanist und Pädagoge
- Karl Schmid-Tannwald (1910–2008), deutscher Wirtschaftsgeograf, Hochschullehrer und Bergsteiger
- Karl Adolf Schmid (1804–1887), deutscher Gymnasialdirektor und Schriftsteller
- Karl Christian Schmid (1787–1852), deutscher Verwaltungsbeamter
- Karl Ernst Schmid (1774–1852), deutscher Jurist und Hochschullehrer
- Karl Eugen Schmid (1867–1949), deutscher Pfarrer, Dekan und Bildungshistoriker
- Karl Ferdinand Schmid (1750–1809), deutscher Rechtswissenschaftler und Ethnologe
- Karlheinz Schmid (* 1953), deutscher Journalist
- Karl-Heinz Schmid (* 1954), deutscher Filmwissenschaftler und -historiker
- Karlheinz Schmid (Musiker) (* 1963), deutscher Saxofonist und Komponist
- Karl Norbert Schmid (1926–1995), deutscher Komponist, Organist, Chorleiter und Musikpädagoge
- Karl Otto Schmid (1933–2024), Schweizer Architekt und Stadtplaner
- Kaspar Schmid (1618–1695), Glarner Landammann und Tagsatzungsgesandter
- Kaspar von Schmid (1622–1693), bayerischer Geheimer Ratskanzler und Konferenzrat
- Katharina Schmid (* 1996), deutsche Skispringerin
- Kathrin Schmid (* 1935), schweizerische Schauspielerin
- Katja Schmid-Herle (1923–2018), deutsche Malerin
- Klaus Schmid-Burgk (1913–1984), deutscher Politiker (CDU)
- Klaus-Peter Schmid (* 1942), deutscher Journalist und Autor
- Konrad Schmid (Sektierer) (vor 1348–nach 1369), deutscher Sektierer
- Konrad Schmid (Reformator) (1476–1531), Schweizer Reformator
- Konrad Schmid (Abt) (1510–1558), österreichischer Zisterzienser, Abt von Heiligenkreuz
- Konrad Schmid (Maler) (1899–1979), Schweizer Maler
- Konrad Schmid (Theologe) (* 1965), Schweizer Alttestamentler
- Konrad Schmid-Meil (1909–1969), deutscher Maler
- Konrad Arnold Schmid (1716–1789), deutscher Schriftsteller und Philologe
- Kristina Schmid (* 1972), schwedische Fotografin
- Kuno Schmid (* 1955), deutscher Fusion-Musiker, Arrangeur und Musikproduzent
- Kurt Schmid (Geologe) († 1957), Schweizer Geologe
- Kurt Schmid (Ruderer) (1932–2000), Schweizer Ruderer
- Kurt Schmid (Klarinettist) (* 1965), österreichischer Klarinettist
- Kurt Schmid-Ehmen (1901–1968), deutscher Bildhauer
- Kurt Werner Schmid (* 1956), deutscher Pathologe und Hochschullehrer
- Kyle Schmid (* 1984), kanadischer Schauspieler

### L
- Leopold Schmid (Theologe) (1808–1869), deutscher Theologe und Philosoph
- Leopold Schmid (Künstler) (1901–1989), österreichischer Maler, Grafiker, Bildhauer und Keramiker
- Linda Schmid (* 1991), Schweizer Fussballschiedsrichterassistentin
- Lorenz Schmid (1787–1837), deutscher Jurist und Kommunalpolitiker, Bürgermeister von Ingolstadt
- Lorenzo Schmid (* 1955), schweizerischer Eishockeyspieler
- Lothar Schmid (1928–2013), deutscher Verleger und Schachspieler
- Lucas Schmid (* 1956), schweizerischer Jazzmusiker und Manager der WDR Big Band
- Ludwig Schmid (Historiker) (1811–1898), deutscher Historiker
- Ludwig Schmid (Politiker) (1900–1987), deutscher Jurist und Politiker
- Ludwig Schmid (Maler) (1915–1998), deutscher Maler
- Ludwig Schmid (Regierungspräsident) (* 1943), deutscher Verwaltungsjurist
- Ludwig Schmid-Reutte (1863–1909), österreichischer Künstler
- Ludwig Schmid-Wildy (1896–1982), deutscher Schauspieler, Regisseur, Autor und Erfinder
- Ludwig Benjamin Martin Schmid (1737–1793), deutscher evangelischer Geistlicher und Hochschullehrer
- Ludwig Bernhard Schmid (1788–1857), deutscher evangelischer Geistlicher und Missionar
- Ludwig Ferdinand Schmid (1823–1888), Schweizer Lyriker und Geschäftsmann
- Lukas Schmid (* 1981), deutscher Sänger (Bass)
- Luzia Schmid (* 1966), deutsch-Schweizer Dokumentarfilmregisseurin

### M
- Magnus Schmid (Abt) (1640–1723), deutscher Geistlicher, Abt von Fultenbach
- Magnus Schmid (Orgelbauer) (1889–1964), deutscher Orgelbauer
- Magnus Schmid (Medizinhistoriker) (1918–1977), deutscher Medizinhistoriker
- Maja Schmid (* 1967), schweizerische Freestyle-Skisportlerin
- Manfred Schmid (Schauspieler) (* 1940), österreichischer Schauspieler
- Manfred Schmid (Rennrodler) (* 1944), österreichischer Rennrodler
- Manfred Schmid (Jurist) (* 1952), deutscher Jurist und Richter
- Manfred Schmid (Künstler) (* 1958), deutscher Künstler und Kunsthandwerker
- Manfred Schmid (Fußballspieler) (* 1971), österreichischer Fußballspieler und -trainer
- Manfred A. Schmid (1911–2009), deutscher Maler und Illustrator
- Manfred Eugen Schmid (1939–1996), österreichischer Beamter und Paläontologe
- Manfred Hermann Schmid (1947–2021), deutscher Musikwissenschaftler
- Manuel Schmid (Theologe) (* 1976), Schweizer evangelischer Theologe und Autor
- Manuel Schmid (Fußballspieler) (* 1981), österreichischer Fußballspieler
- Manuel Schmid (Musiker) (* 1984), deutscher Musiker
- Manuel Schmid (Handballspieler) (* 1993), österreichischer Handballspieler
- Manuel Schmid (Skirennläufer) (* 1993), deutscher Skirennläufer
- Margarete Schmid (1914–1997), österreichische Philosophin und katholische Theologin
- Marianne Schmid Mast (* 1965), schweizerische Psychologin
- Marie-Thérèse Sanchez-Schmid (* 1957), französische Politikerin
- Markus Schmid (* 1936), schweizerischer Feldhandballspieler
- Martin Schmid (Jesuit) (1694–1772), Schweizer Missionar, Musiker und Baumeister
- Martin Schmid (Mediziner, 1775) (1775–1834), österreichischer Arzt
- Martin Schmid (Autor) (1897–1993), Schweizer Lehrer und Autor
- Martin Schmid (Mediziner, 1923) (1923–2011), Schweizer Internist und Hochschullehrer
- Martin Schmid (Maler) (1927–2019), deutscher Maler
- Martin Schmid (Leichtathlet) (* 1960), Schweizer Langstreckenläufer
- Martin Schmid (Politiker) (* 1969), Schweizer Politiker (FDP)
- Martin Bruno Schmid (* 1970), deutscher Künstler
- Martin Elmar Schmid (1913–1980), deutscher Ordensgeistlicher, Bischof von Mariannhill
- Martin Johann Schmid (1898–1980), österreichischer Architekt
- Marvin Schmid (* 1999), deutscher Eishockeyspieler
- Mathias Schmid (Maler) (1835–1923), österreichischer Maler
- Mathias Schmid (Politiker) (1870–1944), österreichischer Geistlicher und Politiker (CSP)
- Mathilde Clasen-Schmid (Pseudonym Curt von Wildenfels; 1834–1911), deutsche Schriftstellerin und Frauenrechtlerin
- Matthias Schmid, eigentlicher Name von Adolf Müller senior (1801–1886), österreichisch-ungarischer Schauspieler und Komponist
- Matthias Schmid (Politiker) (1830–??), deutscher Politiker (NLP), MdL Baden
- Matthias Schmid (Architekt, 1952) (* 1952), Schweizer Architekt
- Matthias Schmid (Architekt, 1964) (* 1964), Schweizer Architekt
- Matthias Schmid (Segler) (* 1980), österreichischer Segler
- Matthias Schmid (Tennisspieler) (* 1991), deutscher Tennisspieler
- Matthias Schmid (* 1997), deutscher Golfspieler, siehe Matti Schmid
- Mauro Schmid (* 1999), schweizerischer Radrennfahrer
- Max Schmid (Ruderer) (?–1964), Schweizer Ruderer
- Max Schmid (Ingenieur) (1903–1966), Schweizer Bauingenieur
- Max Schmid (Politiker) (1905–nach 1970), deutscher Kommunalpolitiker
- Max Schmid (Fussballspieler) (* 1925), Schweizer Fußballspieler
- Max Schmid (Fußballspieler) (* 1935), deutscher Fußballspieler
- Max Schmid (Fotograf) (* 1945), Schweizer Fotograf
- Max Schmid (Architekt) (1946–2013), Schweizer Architekt und Firmengründer
- Max Schmid-Burgk (1860–1925), deutscher Kunsthistoriker
- Maximilian Schmid (* 2003), deutscher Fußballspieler
- Mia Schmid (* 2005), Schweizer Fußballspielerin
- Michael Schmid (Theologe) (1767–1821), deutscher Lehrer und Theologe
- Michael Schmid (Jurist) († 1928), deutscher Jurist und Richter
- Michael Schmid (Politiker, 1862) (1862–1935), deutscher Politiker (Zentrum), MdL Württemberg
- Michael Schmid (Soziologe) (* 1943), deutscher Soziologe
- Michael Schmid (Politiker, 1945) (* 1945), österreichischer Politiker (FPÖ, BZÖ), Steiermärkischer Landtagsabgeordneter
- Michael Schmid (Autor) (* 1961), österreichischer Autor
- Michael Schmid (Schiedsrichter) (* 1980), österreichischer Fußballschiedsrichter
- Michael Schmid (Leichtathlet) (* 1984), österreichischer Langstreckenläufer
- Michael Schmid (Ruderer) (* 1988), Schweizer Ruderer
- Michael Schmid-Ospach (1945–2022), deutscher Journalist
- Michael A. Schmid (* 1974), deutscher Kunsthistoriker und Konservator
- Mike Schmid (* 1984), schweizerischer Freestyle-Skisportler
- Monika Schmid (Drehbuchautorin) (* 1950), deutsche Drehbuchautorin
- Monika Schmid (Linguistin) (* 1967), Linguistin
- Monika Schmid (Unihockeyspielerin) (* 1990), Schweizer Unihockeyspielerin
- Monika Meier-Schmid (* 1955), deutsche Sängerin (Sopran), Gesangspädagogin und Hochschullehrerin
- Moritz Schmid (Propst) (1733–1818), deutscher Stiftspropst
- Moritz Schmid (Politiker), Schweizer Politiker (SVP)
- Moritz Schmid (Designer) (* 1976), Schweizer Designer

### N
- Nathalie Schmid (* 1974), schweizerische Lyrikerin
- Nicolas Schmid (* 1997), österreichischer Fußballspieler
- Nicolaus Ehrenreich Anton Schmid (1717–1785), deutscher Goldschmied, Mechaniker und Autor
- Nicole Schmid, deutsche Schauspielerin
- Niklaus Schmid (Rechtswissenschafter) (* 1936), Schweizer Rechtswissenschaftler
- Niklaus Schmid (Schriftsteller) (* 1942), deutscher Schriftsteller
- Nikolaus Schmid (1350–nach 1422), deutscher Geistlicher, Abt von Ochsenhausen, siehe Nikolaus Faber
- Nikolaus Schmid (Schauspieler) (* 1976), Schweizer Schauspieler
- Nils Schmid (* 1973), deutscher Politiker (SPD)
- Nora Schmid (* 1978), schweizerische Dramaturgin und Intendantin
- Norbert Schmid (1939–1971), deutscher Polizist
- Norbert Schmid, Geburtsname von Norbert Sternmut (* 1958), deutscher Schriftsteller und Maler

### O
- Oliver Schmid (Architekt, 1957) (* 1957), schweizerischer Architekt
- Oliver Schmid, schweizerischer Musiker und Klangkünstler
- Oliver Schmid (Architekt, 1970) (* 1970), schweizerischer Architekt
- Oskar Schmid (1880–1962), deutscher Jurist
- Oskar Schmid (Archivar) (1890–1942), österreichischer Historiker und Archivar
- Oskar Schmid (Maler) (1910–2006), schweizerischer Maler und Fotograf
- Otto Schmid (Theologe) (1845–1892), österreichischer katholischer Theologe
- Otto von Schmid (1856–1941), österreichischer Feldmarschalleutnant
- Otto Schmid (Architekt, 1857) (1857–1921), österreichischer Architekt
- Otto Schmid (Architekt, 1873) (1873–1957), Schweizer Architekt
- Otto Schmid (Architekt, 1882) (1882–1976), Schweizer Architekt
- Otto Schmid (Pädagoge) (1889–1974), Schweizer Maler, Zeichner und Pädagoge
- Otto Schmid (Rennfahrer) (1913–2003), deutscher Motorradrennfahrer
- Otto Schmid (Fußballspieler) (1922–1963), deutscher Fußballspieler
- Otto Schmid (Politiker) (* 1967), Schweizer Politiker (SP)
- Otto Schmid-Burgk (1876–1959), deutscher Wirtschaftswissenschaftler und Arbeitsamtsdirektor

### P
- Pascal Schmid (* 1976), schweizerischer Politiker
- Paschalis Schmid (1887–1957), Salvatorianerpater
- Patric Schmid (1944–2005), US-amerikanischer Musikproduzent
- Patricia Schmid (* 1985), schweizerisches Model
- Paul von Schmid (1842–1928), deutscher Bankier in Augsburg
- Paul Schmid (Filmproduzent) (1888–1970), Schweizer Fotograf und Filmproduzent
- Paul Schmid (Schriftsteller) (1895–1977), deutscher Schriftsteller
- Paul Schmid (Bibliothekar) (1910–1983), deutscher Bibliothekar
- Paul Schmid-Ammann (1900–1984), Schweizer Journalist und Politiker (SP)
- Paul Schmid-Haas (1930–2016), Schweizer Forstwissenschaftler und Hochschullehrer
- Paul Schmid-Hempel (* 1948), Schweizer Biologe und Hochschullehrer für Experimentelle Ökologie
- Paul Wilhelm Schmid (1704–1763), deutscher Rechtswissenschaftler
- Peter Schmid (Steinmetz) (?–1608), deutscher Steinmetz
- Peter Schmid (Abt) (1559–1633), Schweizer Mönch und Abt des Klosters Wettingen
- Peter Schmid (Pädagoge) (1769–1853), deutscher Grafiker und Kunsterzieher
- Peter Schmid (Skisportler) (1898–??), Schweizer Skisportler
- Peter Schmid (Archäologe) (1926–2022), deutscher Archäologe
- Peter Schmid (Architekt) (* 1935), österreichischer Architekt und Hochschullehrer
- Peter Schmid (Politiker, 1940) (* 1940), Schweizer Politiker (Grüne)
- Peter Schmid (Politiker, 1941) (* 1941), Schweizer Politiker (SVP)
- Peter Schmid (Historiker) (1945–2024), deutscher Historiker
- Peter Schmid (Politiker, 1947) (* 1947), deutscher Politiker (CSU)
- Peter Schmid (Politiker, 1951) (* 1951), Schweizer Politiker (SP)
- Peter Schmid (Turner) (* 1952), Schweizer Turner
- Peter Schmid (Leichtathlet), Schweizer Leichtathlet
- Peter Schmid, eigentlicher Name von Peter Lewys Preston (* 1990), deutscher Sänger und Schauspieler
- Peter Schmid-Grendelmeier (* 1959), Schweizer Dermatologe, Allergologe und Hochschullehrer
- Peter Schmid-Weber (1848–1923), Schweizer Unternehmer
- Peter A. Schmid (* 1959), Schweizer Musiker und Internist
- Peter Ernst Schmid (1937–2010), Schweizer Architekt
- Peter F. Schmid (1950–2020), österreichischer Theologe und Psychotherapeut
- Petrus Schmid der Ältere (Peter Schmid; 1707–1786), österreichischer Bildhauer
- Petrus Schmid der Jüngere (Peter Schmid; 1737–1787), österreichischer Bildhauer
- Philipp Schmid (Moderator) (* 1971), deutscher Radiomoderator
- Philipp Schmid (* 1986), deutscher Skirennläufer
- Philipp Schmid-Ruedin (1889–1972), Schweizer Politiker und Verbandsfunktionär
- Philipp Jakob Schmid (1711–nach 1763), deutscher Orgelbauer
- Pia Schmid (* 1995), deutsche Fußballspielerin
- Pierre Schmid (* 1914), schweizerischer Klassischer Philologe

### R
- Rainer Schmid-Fetzer (* 1947), deutscher Metallurg, Thermochemiker und Hochschullehrer
- Ralf Schmid (* 1969), deutscher Jazzpianist, Arrangeur und Musikproduzent

- Reinhard Schmid (Heimatforscher) (1946–2012), deutscher Heimatforscher
- Reinhard Schmid (Maler) (* 1960), deutscher Maler und Künstler
- Reinhold Schmid (1902–1980), österreichischer Chorleiter, Komponist und Pädagoge
- Remo Schmid (* 1986), schweizerischer Networker, Prix Courage Sieger, Unternehmer
- René Schmid (Architekt) (1903–1970), Schweizer Architekt
- René Schmid (Radsportler) (* 1944), Schweizer Radrennfahrer
- René M. Schmid (* 1929), Schweizer Rechtsanwalt und Kulturveranstalter
- Res Schmid (Musiker) (Andreas Schmid; * 1955), Schweizer Ländlermusikant
- Res Schmid (Politiker) (Andreas Schmid; * 1958), Schweizer Politiker (SVP)
- Richard Schmid (1899–1986), deutscher Jurist, Politiker (SPD) und Widerstandskämpfer
- Richard Zürcher-Schmid (* 1954), schweizerischer Bildhauer
- Rike Schmid (* 1979), deutsche Schauspielerin
- Robert Schmid (1867–1934), schweizerischer Politiker und Anwalt
- Robert Schmid (Bodybuilder) (* 1979), deutscher Bodybuilder
- Rochus Schmid (* 1968), deutscher Chemiker
- Roland Schmid (Verleger) (1930–1990), deutscher Verleger, Herausgeber und Bühnenautor
- Roland Schmid (Übersetzer) (* 1953), deutscher Übersetzer
- Roland Schmid (Kameramann) (* 1955), Schweizer Kameramann
- Roland Schmid (Politiker) (* 1956), deutscher Politiker (CDU)
- Roland Schmid (Fotograf) (* 1966), Schweizer Fotograf
- Roland Schmid (Eishockeytrainer) (* 1973), Schweizer Eishockeytrainer
- Rolf Schmid (Chemiker) (* 1942), deutscher Chemiker und Hochschullehrer
- Rolf Schmid (Rennfahrer), deutscher Motorradrennfahrer
- Rolf Schmid (Produzent) (* 1950), Schweizer Filmproduzent
- Rolf Schmid (Komiker) (* 1959), Schweizer Komiker
- Roman Schmid (Politiker, 1863) (1863–1922), Mitglied der Badischen Ständeversammlung
- Roman Schmid (Politiker, 1969) (* 1969), österreichischer Politiker (FPÖ)
- Roman Schmid (Politiker, 1984) (* 1984), Schweizer Politiker (SVP), Zürcher Kantonsrat
- Romano Schmid (* 2000), österreichischer Fußballspieler
- Ronald Schmid (* 1949), deutscher Jurist und Verkehrsrechtler
- Rosa Schmid, Geburtsname von Rosa Höller (1924–2009), österreichische Leichtathletin
- Rosa Schmid-Göringer (1868–1958), österreichische Malerin
- Rosl Schmid (1911–1978), deutsche Pianistin, Musikpädagogin
- Rudolf Schmid (Unternehmer) (1822–1903), Schweizer Unternehmer und Politiker (Radikale Partei)
- Rudolf Schmid (Politiker, 1826) (1826–1895), deutscher Gutspächter und Politiker
- Rudolf von Schmid (1828–1907), deutscher Theologe
- Rudolf Schmid (Unternehmer, 1839) (1839–1898), böhmisch-österreichischer Unternehmer
- Rudolf Schmid (Politiker, 1852) (1852–1917), deutscher Politiker, MdL Württemberg
- Rudolf Schmid (Architekt) (1868–1947), deutscher Architekt
- Rudolf Schmid (Politiker, 1888) (1888–1969), Schweizer Politiker (KVP), Zuger Regierungsrat
- Rudolf Schmid (Politiker, 1894) (1894–1989), Schweizer Politiker (Allgemeine Bürgerliche Volkspartei), Glaner Regierungsrat
- Rudolf Schmid (Ingenieur) (1896–1962), deutscher Ingenieur und Direktor der Bundesanstalt Technisches Hilfswerk (THW)
- Rudolf Schmid (Unternehmer, 1897) (1897–1994), deutscher Versicherungsunternehmer und Stiftungsgründer
- Rudolf Schmid (Puppenspieler) (1912–1990), Schweizer Puppenspieler
- Rudolf Schmid (Bischof) (1914–2012), deutscher Geistlicher, Weihbischof in Augsburg
- Rudolf Schmid (Mediziner) (1922–2007), schweizerisch-US-amerikanischer Internist und Hochschullehrer
- Rudolf Schmid, Geburtsname von Jeanette Baroness Lips von Lipstrill (1924–2005), österreichische Kunstpfeiferin
- Rudolf Schmid (Theologe) (1931–2021), Schweizer Theologe
- Rudolf Schmid (Glasmaler) (* 1938), deutscher Glasmaler
- Rudolf Schmid (Botaniker) (* 1942), US-amerikanischer Botaniker
- Rudolf Schmid (Bobfahrer) (* 1945), Schweizer Bobfahrer
- Rudolf Schmid (Rennrodler) (1951–2014), österreichischer Rennrodler
- Rudolf Schmid-Hollinger (* 1935), Schweizer Lehrer und Pflanzensammler
- Rudolf Johann Friedrich Schmid (1702–1761), deutscher Alchemist
- Rudolf Viktor Schmid (1857–1942), österreichischer Unternehmer
- Rudolph Johann Friedrich Schmid (1702–1761), deutscher Alchemist
- Ruedi Schmid (Puppenspieler) (1912–1990), Schweizer Puppenspieler
- Ruedi Schmid (Künstler) (1931–2021), Schweizer Bildhauer, Maler und Glasmaler
- Rupert Schmid (1935–2021), deutscher Politiker (CSU)

### S
- Samuel Schmid (Pädagoge) (1632–1706), deutscher Pädagoge und Autor
- Samuel Schmid (Schriftsteller) (1863–1938), deutscher Pfarrer, Schriftsteller und Dichter
- Samuel Schmid (* 1947), Schweizer Politiker (SVP, BDP), Bundesrat
- Samuel Schmid (Politiker, 1972) (* 1972), Schweizer Politiker (EVP, EDU, SLB)
- Sandra L. Schmid (* 1958), kanadisch-US-amerikanische Molekular und Zellbiologin
- Sarah Dessì Schmid (* 1972), Romanistin und Hochschullehrerin
- Sascha Schmid (* 1993), schweizerischer Politiker (SVP)
- Senta Maria Schmid (1908–1992), deutsche Choreografin
- Sebastian Schmid (1533–1586), schweizerischer Pfarrer, Astronom und Kartograf
- Sepp Schmid (1908–1992), deutscher Architekt
- Shahanah Schmid (* 1976), schweizerischer Schachspielerin
- Siegfried Schmid (Autor) (1774–1859), deutscher Schriftsteller und Soldat
- Siegfried Schmid (1953–2018), deutsch-amerikanischer Fußballtrainer, siehe Sigi Schmid
- Siegfried Schmid (Orgelbauer) (* 1961), deutscher Orgelbauer
- Sigi Schmid (Siegfried Schmid; 1953–2018), deutsch-amerikanischer Fußballtrainer
- Silvan Schmid (* 1986), schweizerischer Jazz- und Improvisationsmusiker
- Simone Schmid (* 1979), schweizerische Drehbuchautorin
- Sonja Schmid-Burgk (1911–1999), deutsche Historikerin und Autorin
- Sonja Lena Schmid (* 1981), deutsche Cellistin und Hochschullehrerin, siehe Salut Salon
- Stefan Schmid (Wirtschaftswissenschaftler) (* 1967), deutscher Wirtschaftswissenschaftler
- Stefan Schmid (Autor), deutscher Autor
- Stefan Schmid (Leichtathlet) (* 1970), deutscher Zehnkämpfer
- Stefan Schmid (Triathlet, 1981) (* 1981), deutscher Triathlet
- Stefan Schmid (Triathlet, 1986) (* 1986), deutscher Triathlet
- Stefan G. Schmid (Musiker) (* 1954), deutscher Musiker und Komponist
- Stefan G. Schmid (Rechtswissenschaftler) (* 1973), Schweizer Rechtswissenschaftler und Hochschullehrer
- Stefan Karl Schmid (* 1984), deutsch-isländischer Jazzmusiker
- Stefan M. Schmid (* 1943), Schweizer Geologe
- Stefanie Schmid (* 1972), deutsche Schauspielerin
- Steffi Schmid (* 2005), deutsche Fußballspielerin
- Stephan Schmid (Philosoph), Schweizer Philosoph
- Stephan G. Schmid (Archäologe) (Stephan Gerhard Schmid; * 1967), Schweizer Klassischer Archäologe
- Susann Schmid-Giovannini (* 1928), österreichisch-schweizerische Gehörlosenpädagogin
- Susanne Schmid (Tennisspielerin) (* 1965), Schweizer Tennisspielerin
- Susanne Schmid-Keller (* 1956), Schweizer Politikerin (SP)
- Susi Schmid (* 1960), deutsche Hockeyspielerin
- Susy Schmid (* 1964), schweizerische Schriftstellerin
- Sven Schmid (Eishockeyspieler) (* 1969), Schweizer Eishockeyspieler
- Sven Schmid (Fechter) (* 1978), deutscher Fechter

### T
- Tabea Schmid (* 2003), schweizerische Handballspielerin
- Talaya Schmid (* 1983), Schweizer Künstlerin
- Theo Schmid (Lieddichter) (1892–1978), Schweizer Lehrer und Lieddichter
- Theo Schmid (Architekt) (1901–1979), Schweizer Architekt
- Theo Schmid (Regisseur) (* 1953), Schweizer Schauspieler, Regisseur und Chansonnier
- Theobald Schmid (1926–2018), deutsch-venezolanischer Benediktinerabt
- Theodor Schmid (Philologe) (1798–1877), deutscher Philologe
- Theodor Schmid (Politiker, I), deutscher Politiker, MdL Hohenzollernsche Lande
- Theodor Schmid (Politiker, II), österreichischer Arzt und Politiker, Vorarlberger Landtagsabgeordneter
- Theodor Schmid (Politiker, 1858) (1858–1918), Schweizer Politiker (CVP/KK)
- Theodor Schmid (Mathematiker) (1859–1937), österreichischer Mathematiker
- Theodor Schmid (Maler) (1910–2005), Schweizer Maler
- Thomas Schmid (Maler) (um 1490–um 1560), Schweizer Maler
- Thomas Schmid (Dramatiker) († um 1579), deutscher Dramatiker
- Thomas Schmid (Politiker, 1876) (1876–1945), österreichischer Politiker (NLW), Abgeordneter zum Kärntner Landtag
- Thomas Schmid (Architekt) (1925–2019), Schweizer Architekt und Hochschullehrer
- Thomas Schmid (Politiker, II), Schweizer Politiker (CVP)
- Thomas Schmid (Journalist, 1945) (* 1945), deutscher Journalist und Publizist (Die Welt)
- Thomas Schmid (Journalist, 1950) (* 1950), schweizerisch-deutscher Journalist (Berliner Zeitung)
- Thomas Schmid (Kirchenmusiker) (* 1959), deutscher Kirchenmusiker und Komponist
- Thomas Schmid (Segler) (* 1959), deutscher Segler
- Thomas Schmid (Autor) (* 1960), deutscher Schriftsteller
- Thomas Schmid (Politiker, 1961) (* 1961), deutscher Politiker (CSB)
- Thomas Schmid (Politiker, 1975) (* 1975), österreichischer Politiker (SPÖ), Abgeordneter zum Burgenländischen Landtag
- Thomas Schmid (Manager) (* 1975), österreichischer Beamter und Manager
- Thomas Schmid (Journalist, 1982) (* 1982), deutscher Journalist (taz)
- Thorsten Schmid (* 1971), deutscher Handballtrainer
- Timo Schmid, deutscher Wirtschaftswissenschaftler
- Tobias Schmid (* 1970), deutscher Medienmanager
- Tommy Schmid (* 1988), schweizerischer Nordischer Kombinierer
- Tone Schmid (* 1957), deutscher Künstler
- Toni Schmid (1909–1932), deutscher Bergsteiger

### U
- Ulla Kramar-Schmid (* 1966), österreichische Journalistin
- Ulrich Schmid († vor 1541), deutscher Schmied und Bauernführer, siehe Ulrich Schmied
- Ulrich Schmid (1510–1580/1581), deutscher Landsknecht, siehe Ulrich Schmidl
- Ulrich Schmid (Politiker) (1626–1682), Schweizer Söldner, Landammann und Tagsatzungsgesandter
- Ulrich Schmid (Journalist) (* 1954), Schweizer Journalist und Autor
- Ulrich Schmid, eigentlicher Name von Ulrich Noethen (* 1959), deutscher Schauspieler
- Ulrich Schmid (Theologe) (* 1962), deutscher Theologe und Hochschullehrer
- Ulrich Schmid (Slawist) (* 1965), Schweizer Slawist und Hochschullehrer
- Ulrich Scheinhammer-Schmid (auch Ulrich Schmid; * 1947), deutscher Literaturwissenschaftler
- Ulrike Jessner-Schmid (* 1960), deutsche Anglistin und Linguistin
- Urban Schmid, kursächsischer Beamter
- Ute Schmid (* 1964), deutsche Politikerin (Bündnis 90/Die Grünen), MdL
- Ute Schmid (Informatikerin) (* 1965), deutsche Informatikerin und Hochschullehrerin

### V
- Verena Schmid  (Tennisspielerin) (* 1992), deutsche Tennisspielerin
- Verena Schmid (Sportschützin) (* 1999), deutsche Sportschützin
- Verena Müller-Schmid (* 1927), schweizerische Keramikerin und Malerin
- Viktoria Schmid (* 1969), deutsche Politikerin (CDU), MdL
- Viola Schmid (* 1960), deutsche Juristin und Hochschullehrerin

### W
- Waldemar Schmid (1881–nach 1954), deutscher Kapellmeister und Komponist
- Walter Schmid (Prähistoriker) (1875–1951), österreichischer Prähistoriker
- Walter Schmid (Verleger) (1903–1988), Schweizer Verleger und Schriftsteller
- Walter Schmid (Komponist, 1906) (1906–1983), Schweizer Komponist und Musikpädagoge
- Walter Schmid (Mediziner) (1909–2005), deutscher Pharmakologe und Hochschullehrer
- Walter Schmid (Altphilologe, 1910) (1910–1997), deutscher Altphilologe
- Walter Schmid (Diplomat), deutscher Diplomat
- Walter Schmid (Fußballspieler) (* 1921), deutscher Fußballspieler
- Walter Schmid (Altphilologe, 1928) (* 1928), Schweizer Altphilologe
- Walter Schmid (Komponist, 1928) (* 1928), deutscher Komponist und Arrangeur
- Walter Schmid (Baseballspieler) (1937–2002), deutscher Baseballspieler
- Walter Schmid (Unternehmer) (* 1944), Schweizer Bauunternehmer
- Walter Schmid (Jurist) (* 1953), Schweizer Jurist
- Walter Schmid-Dankward (1887–1963), deutscher Generalleutnant
- Walter Schmid-Herle (1923–1994), deutscher Maler und Grafiker
- Walter Schmid-Sachsenstamm (1891–1945), österreichischer Psychiater
- Walter Schmid von Schmidsfelden (1865–1946), österreichischer Unternehmer
- Walter Fabian Schmid (* 1983), deutsch-schweizerischer Schriftsteller
- Walter J. W. Schmid (Walter Johann Wolfgang Schmid), deutscher Musiker, Komponist, Arrangeur und Produzent
- Walter Jürgen Schmid (* 1946), deutscher Diplomat
- Walther Schmid (1957–2017), österreichischer Chemiker und Hochschullehrer
- Wanda Schmid (* 1947), schweizerische Autorin
- Werner Schmid (Botaniker) (1893–1972), Schweizer Botaniker
- Werner Schmid (Politiker) (1898–1981), Schweizer Politiker (LdU, LSP)
- Werner Schmid (Unternehmer) (1918–2002), deutscher Unternehmer und Politiker
- Werner Schmid (Moderner Fünfkämpfer) (1919–2005), Schweizer Moderner Fünfkämpfer
- Werner Schmid (1926–2008), Schweizer Sänger, siehe Geschwister Schmid
- Werner Schmid (Jurist) (1927–2014), deutscher Jurist, Richter und Hochschullehrer
- Werner Schmid (Genetiker) (1930–2002), Schweizer Arzt und Genetiker
- Werner Schmid (Musiker) (1930–2013), österreichischer Musiker, Chorleiter und Komponist
- Werner Schmid (Hockeyspieler) (* 1933), Schweizer Hockeyspieler
- Werner Schmid (Maler) (Werner Matthias Schmid; 1940–2016), Schweizer Maler
- Wilfried Schmid (* 1943), deutsch-US-amerikanischer Mathematiker
- Wilhelm von Schmid (1806–1882), preußischer Generalmajor
- Wilhelm Schmid (Maler, 1812) (1812–1857), deutscher Maler
- Wilhelm Schmid (Divisionär) (1858–1939), Schweizer Oberstdivisionär
- Wilhelm Schmid (Philologe) (1859–1951), deutscher Klassischer Philologe
- Wilhelm Schmid (Mathematiker) (1888–1963), deutscher Mathematiker und Hochschullehrer
- Wilhelm Schmid (SA-Mitglied) (1889–1934), deutscher Politiker (NSDAP) und SA-Führer
- Wilhelm Schmid (Maler) (1892–1971), Schweizer Maler
- Wilhelm Schmid (Musiker) (1899–1966), Schweizer Musiker, Dirigent und Musikpädagoge
- Wilhelm Schmid (Eishockeyspieler) (* 1921), österreichischer Eishockeyspieler
- Wilhelm Schmid (Philosoph) (* 1953), deutscher Philosoph
- Wilhelm Schmid-Binder (1871–1955), Schweizer Entomologe
- Wilhelm Schmid-Moser (1899–1966), Schweizer Fotograf und Pädagoge
- Wilhelm Eilert Schmid (auch Wilhelm Eberhard Schmid; 1791–1856), deutscher Orgelbauer
- Willi Schmid (Wilhelm Eduard Schmid; 1893–1934), deutscher Musikkritiker
- Willi Schmid (Physiker) (* 1949/1950), schweizerischer Atmosphärenphysiker
- Willy Schmid (1890–1957), deutscher Maler
- Willy A. Schmid (1943–2024), schweizerischer Kulturingenieur und Hochschullehrer
- Wolf Schmid (* 1944), deutscher Slawist
- Wolfgang Schmid (Benediktiner, 1655) (1655–1715), deutscher Benediktiner, ab 1699 Abt des Klosters Zwiefalten
- Wolfgang Schmid (Benediktiner, 1694) (1694–1750), deutscher Benediktiner (Kloster Andechs)
- Wolfgang Schmid (Philologe) (1913–1980), deutscher Klassischer Philologe
- Wolfgang Schmid (Musiker) (* 1948), deutscher Musiker und Komponist
- Wolfgang Schmid (Chemiker) (* um 1950), deutscher Lebensmittelchemiker und Hochschullehrer
- Wolfgang Schmid (Glaskünstler) (* 1952), deutscher Glaskünstler
- Wolfgang Schmid (Handballspieler), deutscher Handballspieler
- Wolfgang Schmid (Statistiker) (* 1956), deutscher Statistiker und Hochschullehrer
- Wolfgang Schmid (Historiker) (* 1957), deutscher Historiker
- Wolfgang Schmid (Autor) (* 1968), österreichischer Hörspiel- und Theaterautor
- Wolfgang Schmid-Grotjohann (* 1961), deutscher Betriebswirt, Versicherungswissenschaftler und Hochschullehrer
- Wolfgang Maria Schmid (1867–1943), deutscher Kunsthistoriker und Denkmalpfleger
- Wolfgang P. Schmid (1929–2010), deutscher Indogermanist und Namenforscher

### Y
- Yannick Schmid (* 1995), schweizerischer Fußballspieler
- Yvonne Hausammann-Schmid (* 1943), schweizerische Architektin